# Carl Gesterding
Carl Gesterding (* 4. Februar 1774 in Greifswald; † 31. Oktober 1843 ebenda) war ein deutscher Jurist, Historiker und Bürgermeister von Greifswald. Er gilt als Begründer der Greifswalder Stadtgeschichtsforschung.

## Leben
Der Sohn des Christoph Gottfried Nicolaus Gesterding und der Wilhelmine Breitsprecher besuchte die Greifswalder Stadtschule und anschließend die Universität Greifswald.
1798 wurde er in den Stadtrat gewählt. Ab 1808 war er zweiter Syndikus der Stadt, ab 1821 als Nachfolger für den zum Bürgermeister ernannten Johann Christian Billroth erster Syndikus. In dieser Periode erlebte er die Franzosenzeit und den Übergang Schwedisch-Pommerns an Preußen. 1824 war er Abgeordneter der Stadt Greifswald auf dem Provinziallandtag der Provinz Pommern. Von 1833 bis an sein Lebensende war er Bürgermeister von Greifswald. Besondere Verdienste erwarb er sich dabei durch die Reorganisation der Stadtverwaltung. Er wurde mit dem Roten Adlerorden IV. Klasse ausgezeichnet.
Carl Gesterding widmete sich neben seiner beruflichen Tätigkeit der Geschichte Pommerns, insbesondere Greifswalds. So stellte er eine sechsbändige Sammlung städtischer Urkunden zusammen. Seine Beiträge zur Geschichte der Stadt Greifswald bildeten im 19. Jahrhundert die Grundlage der städtischen Geschichtsforschung. Als Folge seiner juristischen Tätigkeit für verschiedene ritterschaftliche Familien Vorpommerns verfasste er genealogische Schriften.
Carl Gesterding war verheiratet mit Caroline von Vahl (1785–1838), einer Tochter des Greifswalder Kommerzienrats Balzer Peter von Vahl (1755–1825). Die Ehe blieb kinderlos. Er wurde auf dem Alten Friedhof im Familiengrab seiner Ehefrau begraben.
Franz Gesterding (1781–1841), Rechtswissenschaftler und Hochschullehrer, war sein Bruder.
An Carl Gesterdings Wohnhaus (heute Steinbeckerstraße 35) wurde nach 1877 eine Gedenktafel angebracht; Anfang der 2000er Jahre wurde sie durch Unbekannte entfernt, nach Renovierung 2020 eine neue angebracht. Seit Ende der 1930er Jahre heißt eine Straße in der Nördlichen Mühlenvorstadt nach ihm Gesterdingstraße.

## Schriften
- Beitrag zur Geschichte der Stadt Greifswald. Greifswald 1827. Digitalisat
- Erste Fortsetzung des Beitrags zur Geschichte der Stadt Greifswald. Greifswald 1829.
- Über Greifswaldische Stipendien für Studirende, als zweite Fortsetzung des Beitrags zur Geschichte der Stadt Greifswald. Greifswald 1829 (Digitalisat).
- Genealogien und beziehungsweise Familienstiftungen Pommerscher, besonders ritterschaftlicher Familien. Erste Sammlung. G. Reimer, Berlin 1842. (alles Erschienene, Digitalisat, Digitalisat)